# 康健园
31°09′50″N 121°25′19″E / 31.164005°N 121.422073°E
康健园坐落于中国上海市漕河泾西首康健路1号，始建于1937年，系上海魔术师鲍琴轩（艺名科天影）集资创办，是一個私人園林。1953年4月1日全部建成後对外开放，1956年公私合营曾名"康健园农场"。1958年定名为"康健园"。1985年5月4日改名为"科普公园"，1990年1月1日恢复原名"康健园"。公园经1987年扩建后，占地119亩。